# Šarlinac, Doljevac
Šarlince (izvirno srbsko Шарлинaц) je naselje v Srbiji, ki upravno spada pod Občino Doljevac; slednja pa je del Niškega upravnega okraja.

## Demografija
V naselju živi 723 polnoletnih prebivalcev, pri čemer je njihova povprečna starost 40,9 let (40,5 pri moških in 41,4 pri ženskah). Naselje ima 225 gospodinjstev, pri čemer je povprečno število članov na gospodinjstvo 4,03.
To naselje je, glede na rezultate popisa iz leta 2002, večinoma srbsko, a v času zadnjih treh popisov je opazno zmanjšanje števila prebivalcev.
|  |

| Demografija | Demografija     | Demografija     |
| Leto        | Št. prebivalcev | Št. prebivalcev |
| ----------- | --------------- | --------------- |
|             |                 |                 |
|             |                 |                 |
|             |                 |                 |
|             |                 |                 |
| 1948        | 895             |                 |
| 1953        | 953             |                 |
| 1961        | 1010            |                 |
| 1971        | 958             |                 |
| 1981        | 990             |                 |
| 1991        | 988             | 979             |
| 2002        | 912             | 906             |
|             |                 |                 |

| Etnična sestava po popisu iz leta 2002 | Etnična sestava po popisu iz leta 2002 | Etnična sestava po popisu iz leta 2002 | Etnična sestava po popisu iz leta 2002 | Etnična sestava po popisu iz leta 2002 |
| -------------------------------------- | -------------------------------------- | -------------------------------------- | -------------------------------------- | -------------------------------------- |
| Srbi                                   | Srbi                                   |                                        | 807                                    | 89,07%                                 |
| Romi                                   | Romi                                   |                                        | 98                                     | 10,81%                                 |
| Neznano                                | Neznano                                |                                        | 1                                      | 0,11%                                  |